# 第一代奥克兰伯爵乔治·伊登
第一代奥克兰伯爵乔治·伊登 GCB PC（英語：George Eden, 1st Earl of Auckland，1784年8月25日—1849年1月1日），英国辉格党政治家、殖民地官员。曾三次出任第一海军大臣，并在1836年到1842年间出任印度总督。紐西蘭北島城市奧克蘭以他命名。

## 生平
奥克兰伯爵生于肯特郡贝肯纳姆，父亲是第一代奥克兰男爵威廉·伊登（William Eden, 1st Baron Auckland），母亲是第三代从男爵吉尔伯特·埃利奥特爵士(Gilbert Elliot)之女埃莉诺（Eleanor）。奥克兰伯爵的姊妹是女旅行家、作家艾米莉·伊登（Emily Eden），她曾经在印度游览一段时间，并记下了见闻。奥克兰伯爵起初受教于伊顿公学，然后进入牛津基督学院，最后，在1809年入读林肯律师学院。1810年，他的长兄威廉·伊登（William Eden）溺毙于泰晤士河中，所以他在1814年继承父亲的男爵爵位。
1809年，奥克兰伯爵继承了长兄在国会代表伍德斯托克的席位。他把持这个席位到1812年。在1813年，他再次取得这个席位，这次把持到1814年。后来，因为他继承了父亲的爵位，所以他取得了上议院席位，并在上议院中支持改革派。1830年，他出任英国贸易委员会主席、造币局局长，时任首相为格雷伯爵。
他在1834年到1835年出任第一海军大臣，时任首相分别为格雷伯爵和墨爾本子爵。第一海军大臣任内，他委任威廉·霍布森（William Hobson）航往东印度，霍布森为了纪念他，在1840年将新西兰北岛一座城镇命名为奥克兰。澳大利亚的伊登和奥克兰郡也以他为名。
1835年，奥克兰伯爵被任命为印度总督，次年1月到加尔各答。他的私人秘书是约翰·罗素·科尔文（John Russell Colvin），被他提拔为印度西北省份的副总督，而科尔文的儿子名从奥克兰，即奥克兰·科尔文（Auckland Colvin）。在总督任内，奥克兰伯爵改善当地教育，发展地方商业。
他为扩大英国在中亚的贸易和影响，谋求与阿富汗的统治者多斯特·穆罕默德·汗（Dost Mahommed Khan）订立通商条约。由于俄国人和波斯人的阻碍，他改而起用多斯特的对手，投靠英国的沙阿·苏查。奥克兰伯爵牢牢掌握阿富汗，到1839年苏查已经控制了喀布尔和坎大哈。
但是，他在阿富汗工作时出现了病症，时为1838年。1838年10月1日，为了推翻多斯特，奥克兰伯爵在西姆拉发表西姆拉宣言（Simla Manifesto），向多斯特·穆罕默德汗开战。在经过成功的初期作战后，1839年他获封奥克兰伯爵。但他削减对部族首脑的补贴，引起骚乱。到1841年冬英军从喀布尔撤退时，被击毙和俘虏者达5000名。第一次英阿战争最后以失败告终。1842年奥克兰伯爵被召回国，他把总督职位移交给埃伦伯勒勋爵，然后回到了英国。他虽然在阿富汗遭遇失败，但作为印度总督，扩大农业灌溉，救济饥荒，发展教育和职业训练，不失为优秀的行政官员。
1846年，他再次出任第一海军大臣一职，这次时任首相是罗素伯爵。在三年后，他在第一海军大臣任内去世。

## 个人生活
奥克兰伯爵死于1849年元旦，享年64岁。他终身未婚，所以无人继承伯爵爵位，而男爵爵位则由较年幼兄弟罗伯特（Robert）继承。

## 注脚
1. 1 2 3 4 5 6 7 8 9 10  .   [2012-03-01]. （原始内容存档于2021-04-28）.

| 官衔                                             | 官衔                         | 官衔                                                  |
| ------------------------------------------------ | ---------------------------- | ----------------------------------------------------- |
| 前任： 约翰·查尔斯·赫里斯 (John Charles Herries) | 英国贸易委员会主席 1830–1834 | 繼任： 查尔斯·普勒特·汤姆森 (Charles Poulett Thomson) |
| 前任： 詹姆斯·格雷厄姆爵士，Bt.                  | 第一海军大臣 1834            | 繼任： 格雷伯爵                                       |
| 前任： 格雷伯爵                                  | 第一海军大臣 1835            | 繼任： 明托伯爵                                       |
| 前任： 哈丁顿伯爵                                | 第一海军大臣 1846–1849       | 繼任： 弗朗西斯·巴林爵士，Bt.                         |
| 政府职务                                         |                              |                                                       |
| 前任： 查尔斯·梅特卡夫爵士，Bt. 代理             | 印度总督 1836–1842           | 繼任： 埃伦伯勒勋爵                                   |
| 聯合王國貴族爵位                                 |                              |                                                       |
| 新頭銜                                           | 奥克兰伯爵 1839–1849         | 断绝                                                  |